# Несломленный
«Несло́мленный» (англ. Unbroken) — американская военная драма режиссёра Анджелины Джоли. Действие основано на реальных событиях, произошедших с участником Олимпиады и многообещающим спортсменом Луи Замперини (1917—2014), который во время Второй мировой войны стал командиром бомбардировщика и потерпел крушение над Тихим океаном. Его биографию описала Лаура Хилленбранд в книге «Несломленный». Сценарий для фильма был написан братьями Коэн, а также Ричардом Лагравенезе и Уильямом Николсоном.
В американский прокат фильм вышел 25 декабря 2014 года.

## Сюжет
Во время боевого вылета в апреле 1943 года на японский остров Науру Луи Замперини — штурман-бомбардир бомбардировщика Consolidated B-24 Liberator ВВС США. Самолёт повреждён в бою, некоторые члены экипажа ранены. Пилот, несмотря на взорвавшуюся шину, сажает самолёт в конце взлетно-посадочной полосы.
Будучи молодым итальяно-американским парнем в Торрансе, штат Калифорния, Луи плохо себя ведёт, крадет, пьет спиртное и курит. Его часто задирают другие парни из-за его итальянских корней. Брат Луи Питер видит, как быстро Луи бегает, и решает тренировать его как бегуна. Луи становится дисциплинированным и начинает бегать на длинные дистанции, получая прозвище «Торнадо из Торранса». Луи становится участником летних Олимпийских игр 1936 года, финиширует восьмым и устанавливает рекорд на последнем круге в беге на 5000 метров.
Действие фильма возвращается в 1943 год. Луи и выжившие члены экипажа отправляются на поисково-спасательную миссию на самолёте, ранее использовавшимся для запасных частей. Два двигателя выходят из строя, и самолёт в конечном итоге падает в океан. Луи и двое других членов команды, Фил и Мак, спасаются на двух надувных плотах.
На 27-й день плавания они привлекают внимание японского самолёта, который обстреливает и повреждает плоты, но промахивается по людям. Спустя шесть дней Maк умирает. На 47-й день Луи и Фила берут в плен японские моряки. военнопленные Луи и Фил находятся в тюрьме на атолле Кваджалейн. Двух американских летчиков допрашивают на предмет информации о новых бомбардировщиках и бомбовом прицеле «Норден». Луи говорит, что они летали на более старых моделях, и рисует радио Philco[уточнить]. Им приказывают раздеться и встать на колени на досках. Вместо того, чтобы казнить пленников, их моют и отправляют в Японию. По прибытии их разделяют и отправляют в разные лагеря для военнопленных.
Лагерь Луи, Омори, находится в Токио, его возглавляет японский капрал Муцухиро Ватанабэ, который особенно жесток с Луи, часто избивая его. Луи предоставляется возможность передать домой сообщение о том, что он жив, после новости о том, что правительство США считает его погибшим в бою. Но когда Луи отказывается передать ещё одно сообщение с антиамериканской пропагандой, его отправляют обратно в лагерь, где Ватанабэ заставляет каждого военнопленного ударить Луи.
Через два года Ватанабэ получает повышение и покидает лагерь. Лагерь повреждён, когда Токио бомбят, поэтому Луи и другие военнопленные вынуждены переехать в лагерь Наоэцу. Здесь Луи обнаруживает, что Ватанабэ снова командует, заставляя заключённых грузить угольные баржи. Луи останавливается во время работы, Ватанабе наказывает его, заставляя поднять большой брус и приказав охраннику убить Луи, если тот уронит брус. Луи успешно поднимает и удерживает его, несмотря на истощение. Это бесит Ватанабе, Луи смотрит ему прямо в глаза, провоцируя того жестоко избить Луи.
В конце войны Луи и других заключенных в лагере освобождают, когда американцы оккупируют Японию. Луи пытался найти Ватанабэ в казарме, но понимает, что тот уже сбежал. Луи садится и смотрит на фотографию Ватанабе в детстве рядом с отцом. Его возвращают домой в Америку, где Луи целует землю по прибытии домой к своей семье.
В конце фильма показаны события, последовавших за войной. Настоящий Луи женился и стал отцом двоих детей. Фил тоже выжил и женился. Муцухиро «Птица» Ватанабе скрывался и избегал судебного преследования, несмотря на то, что генерал Дуглас Макартур включил его в список 40 наиболее разыскиваемых японских военных преступников. Луи выполнил свое обещание принять христианство, посвятил свою жизнь Богу и простил надзирателей, встретившись со многими из них. Ватанабэ, однако, отказался встретиться с Луи.
У Луи была возможность почувствовать себя олимпийцем, когда он участвовал в эстафете Олимпийского огня для зимних Олимпийских игр в Нагано, Япония. Это было за четыре дня до его 81-го дня рождения. Отрезок, который Луи пробежал, находился недалеко от одного из лагерей военнопленных, где он содержался. В завершающих титрах сказано, что Луи Замперини умер 2 июля 2014 года в возрасте 97 лет.

## В ролях
| Актёр               | Роль                        |
| ------------------- | --------------------------- |
| Джек О'Коннелл      | Луи Замперини               |
| С. Дж. Валлерой     | молодой Луи Замперини       |
| Мияви               | Муцухиро Ватанабэ           |
| Гаррет Хедлунд      | Джон Фицджеральд            |
| Джай Кортни         | Хью «Кап» Каппернелл        |
| Донал Глисон        | Расселл «Фил» Филлипс       |
| Финн Уиттрок        | Фрэнсис Мак Макнамара       |
| Алекс Расселл       | Пит Замперини, брат         |
| Люк Тредэвэй        | Миллер                      |
| Трэвис Джеффери     | Джимми                      |
| Джордан Патрик Смит | Клифф                       |
| Джон Магаро         | Фрэнк А. Тинкер             |
| Маргарета Ишиале    | Луиза Замперини, мать       |
| Мерритт Паттерсон   | Синтия Эплуайт, жена        |
| Саванна Лэмбли      | Сильвия Замперини, сестра   |
| Софи Далах          | Вирджиния Замперини, сестра |

## Производство
Как и любые съемки, эти были напряженными и сложными, и как на любых съемках, между людьми складываются отношения дружеские, возникает особый род близости, потому что кино – это совместная работа всех и каждого, а еще нам помогал тот, о ком мы рассказывали в ленте.
— Режиссёр ленты Анджелина Джоли
Мне Анджелина сказала в самом начале работы, что и мне, и ей придется выложиться без остатка, чтобы добиться нужного результата.
Но она мне пообещала, что и отдача от усилий тоже будет значительной, и когда такие вещи говорит кто-то уровня Анджелины, обычно словам такого человека ты веришь и на них полагаешься.
— Исполнитель главной роли Джек О'Коннелл
В 2010 году автор книги «Seabiscuit: An American Legend» («Сухарь: легенда Америки»), по которой был снят фильм «Фаворит», Лаура Хилленбранд написала книгу—биографию Луи Замперини под названием «Unbroken: A World War II Story of Survival, Resilience, and Redemption» («Несломленный: История выживания, стойкости и искупления во Второй мировой войне»), ставшую номером 1 в топ-листе бестеллеров «The New York Times» и вошедшую в список лучших документальных книг 2010 года по версии журнала «Time».
В январе 2011 года кинокомпания Universal Pictures приобрела права на эту книгу. Задолго до этого, ещё в конце 1950-х годов, компания купила права на экранизацию автобиографии Замперини «Devil at My Heels» («Дьявол, наступающий мне на пятки»), написанной им в соавторстве с Хелен Итриа в 1956 году. Тогда Луи должен был сыграть Тони Кёртис, но до съемок дело не дошло.
Первый сценарий для фильма был написан Ричардом Лагравенезе и Уильямом Николсоном, а режиссёром должен был стать Френсис Лоуренс. После того, как была выбрана Анджелина Джоли, Джоэл и Итан Коэн переписали сценарий. Сам Луи Замперини одобрил фильм Джоли, сказав: «Я знаю, что она будет рассказывать эту историю правильно». На его роль был назначен молодой британский актёр Джек О’Коннелл, а на роль японца-садиста — японский же певец Miyavi, за 8 лет сумевший выучить английский язык.
30 сентября 2013 года Анджелина Джоли подтвердила, что съёмки фильма будут проходить в Австралии. Первоначально компания Walden Media должна была финансировать производство наравне с Universal, но вышла из проекта до съемок, а затем и вовсе была заменена на Legendary Pictures. Съемки начались 21 октября 2013 года в Австралии и проходили в основном в штатах Новый Южный Уэльс и Квинсленд, а также на студиях «Fox Studios Australia» и «Village Roadshow Studios». В частности, в течение четырёх дней съёмочная группа находилась в городке Веррис-Крик в штате Новый Южный Уэльс. Сцены после крушения самолёта в море снимали в бассейне студии «Roadshow» в Голд-Косте. Всего на производство фильма было потрачено 65 миллионов долларов США, из которых 20 миллионов были выделены федеральным правительством Австралии и правительствами штатов. Благодаря этому ещё до 30 июня 2014 года финансирование кино- и телепроизводства в Австралии достигло рекордных 737 млн в год, что на 11 процентов больше по сравнению с предыдущим годом.

## Показы и прокат
16 февраля 2014 года трёхминутный отрывок из фильма был показан во время зимних Олимпийских игр 2014 года в Сочи. 10 июля был опубликован официальный трейлер картины, 13 ноября — новый трейлер. 14 ноября Анджелина Джоли вручила Джеку О’Коннеллу премию «New Hollywood», которую он посвятил Замперини.
Мировая премьера фильма состоялась вечером 17 ноября в Государственном театре Сиднея в Австралии. Картина была встречена тёплыми аплодисментами в присутствии Анджелины Джоли, Брэда Питта, Джека О’Коннелла и Miyavi. В широкий прокат в США фильм вышел 25 декабря, в Австралии — 15 января. В японском прокате фильм, возможно, не будет пользоваться популярностью из-за изображений зверств в японских лагерях для военнопленных, а в Китае, который был оккупирован Японской империей во время войны, он, вероятно, будет принят с распростёртыми объятиями — по той же причине. Реакция на фильм не заставила долго ждать, и 9 декабря активисты националистического «Общества по распространению исторических фактов» заявили, что издевательства японских солдат над американскими военнопленными основываются исключительно на расовых предрассудках, и создали петицию на сайте «Change.org» с требованием запретить показ фильма как «аморального», а актёра Miyavi объявить персоной нон грата.

## Критика
Джастин Чанг из «Variety» сказал, что «Джоли ранее рассматривала дегуманизацию войны в своём малоизвестном режиссёрском дебюте 2011 года „В краю крови и мёда“, запутанной, но провокационной драме о 1990-х годах в Боснии и Герцеговине. „Несломленный“ предлагает похожий беспощадный список военных бед — грязные условия, сокрушающий голод и жажда, непосильный труд, словесное и физическое насилие, отвратительные травмы, ритуализованные унижения и безнадежное знание того, что только победа союзников остановит уничтожение заключенных». Он добавил, что «эта экстраординарная история, немного забальзамированная в своём собственном благородстве, рассказана почтительным, неисключительным языком, что выражает страстное стремление всех вовлечённых к достижению редкого уровня воздействия на зрителей». Тод Маккарти из «The Hollywood Reporter» отметил, что «большая правдивая история в дальнейшем сбавляется к просто хорошей. После динамитного первого получаса опытный второй выход Анджелины Джоли в качестве режиссёра медленно теряет обороты, ведя хронику бесчеловечных страданий олимпийского бегуна Луи Замперини в японских лагерях для интернированных во время Второй мировой войны», и «отсутствие чрезмерного раздувания героизма или инъекций сентиментальных клише будет прочным мотивом для некоторых посмотреть эту картину, имеющую сильную привлекательность в качестве удивительной истории выживания».
Пит Хаммонд из «Deadline», отметив, что после показа фильма «некоторые зрители давали смешанные отзывы, хотя большинство, казалось, по крайней мере пришли, чтобы полюбоваться им», а «человек рядом со мной пожаловался на пытки, но эй, фильм-то называется „Несломленный“. Джоли, к счастью, не пыталась приукрасить насильственные аспекты истории», сделав «фильм в первую очередь не об ужасах войны. Их мы видели много раз. „Несломленный“ о гораздо большем. Он не просто о выживании этого человека, речь идет о силе воли и вере в себя. Невероятная история Замперини растрогала меня до слез, по крайней мере два раза, тем более за то, какую образцовую жизнь он вел после прохождения через отвратительные условия существования». Скотт Мендельсон из «Forbes» заметил, что Джоли «рассказывает историю, которая, по крайней мере на экране, не особенно кинематографическая или откровенно всё подчиняющая в повествовательном смысле», однако в целом «фильм визуально великолепен… и хорошо снят в основном с неизвестными актёрами… „Несломленный“ не очень „плохой“ фильм, но он также не очень и хорош».
Эндрю Палвер из «The Guardian» сказал, что в этой картине — «возвышенной с благими намерениями, а также зачатой в эпическом масштабе — есть что-то чуть-чуть нудное и в первую очередь стремящееся к безопасности», во многом благодаря «чьим-то клише, заполонившим большую часть начала фильма». Тим Роби из «The Telegraph» отметил, что «этот фильм с последовательностью бега от взрывов и минутами отдыха — это лучшая на сегодняшний день военно-приключенческая драма», как «сага американского мужества и выживания» с «до предела выдавленными образами христианского мученичества», и в итоге «Джоли сделала 137-минутный фильм, который заставляет нас пройти чуть-чуть дальше от плакатного мифа и О’Коннелла как мальчика с афиши».
Игорь Игрицкий из «Lenta.ru» сказал, что «две части картины противопоставлены друг другу: в первой, когда главного героя сбивают и он болтается на плоту в Японском море, „Несломленный“ — нечто среднее между „Огненными колесницами“ и „Изгоем“. Японский плен больше напоминает „Список Шиндлера“ или „Двенадцать лет рабства“, где чувствуется неминуемое приближение смерти. Правда, финал предсказуем, ведь зритель уже знает, что герой выживет». В то же время, Геннадий Устиян отметил, что «„Несломленный“ снят с такой старомодной старательностью, что если вы не поклонник военных фильмов о силе человеческого духа, смотреть его незачем. Джоли как будто сняла фильм специально для наград, но на недавно прошедшем „Золотом глобусе“ он не получил ни одной номинации, и это о чём-то говорит».

## Награды и номинации
- 2014 — премия Национального совета кинокритиков США за лучший актёрский прорыв (Джек О’Коннелл), а также попадание в список десяти лучших фильмов года.
- 2015 — три номинации на премию «Оскар»: лучшая операторская работа (Роджер Дикинс), лучшее сведение звука (Джон Тэйлор, Фрэнк Монтаньо, Дэвид Ли), лучший монтаж звука (Бекки Салливан, Эндрю Декристофаро).
- 2015 — премия Гильдии киноактёров США за лучшую работу ансамбля каскадёров.
- 2015 — премия «Сатурн» за лучший боевик или приключенческий фильм, а также номинация за лучший монтаж (Уильям Голденберг, Тим Сквайрс).
- 2015 — номинация на премию Империя в категории «лучший актёр-дебютант» (Джек О’Коннелл).
- 2015 — номинация на премию Лондонского кружка кинокритиков в категории «лучший британский актёр года» (Джек О’Коннелл).